# Монтекалвело (Витербо)
Монтекалвело је насеље у Италији у округу Витербо, региону Лацио.
Према процени из 2011. у насељу је живело 84 становника. Насеље се налази на надморској висини од 168 м.